# Neumühle (Vohenstrauß)
Neumühle ist ein Ortsteil der Stadt Vohenstrauß im Landkreis Neustadt an der Waldnaab.

## Geographische Lage
Der Weiler Neumühle befindet sich etwa 900 m westlich der Staatsstraße 2166 und 2 km westlich von Vohenstrauß.
Neumühle befindet sich auf dem Westufer des Leraubaches. Westlich von Neumühle erstreckt sich der Elm, ein ausgedehntes Waldgebiet.

## Geschichte
Im 18. Jahrhundert gehörte Neumühle mit 3 Anwesen und einer Mühle zur Gemeinde Waldau, Landkreis Vohenstrauß.
Neumühle gehörte zur Pfarrei Vohenstrauß, Filiale Altenstadt.
Mit der Bildung der Steuerdistrikte im Jahr 1808 wurde Waldau ein Steuerdistrikt.
Zum Steuerdistrikt Waldau gehörten die Dörfer Erpetshof, Trasgschieß, Waldau und Zeßmannsrieth und die Einöden Abdeckerei, Iltismühle, Neumühle und Zieglmühle.
1809 gehörte Neumühle zur Herrschaft Waldau.
Die Herrschaft Waldau bildete 1809 ein Patrimonialgericht.
Ihre Inhaber waren die Freiherrn von Lilien.
Sie hatte 130 Hintersassen und umfasste einen gemischten Bezirk mit den Ortschaften Altenstadt, Arnmühle, Braunetsrieth, Erpetshof, Iltismühle, Kößlmühle, Matzlesrieth, Neumühle, Obernankau, Trasgschieß, Trauschendorf, Zeßmannsrieth, Zieglmühle und Waldau.
1821 gehörte Neumühle zur mittelbaren patrimonialgerichtischen Ruralgemeinde Waldau.
Zur Gemeinde Waldau gehörten die Dörfer Waldau mit 59 Familien, Erpetshof mit 9 Familien und Zeßmannsrieth mit 13 Familien, der Weiler Trasgschieß mit 5 Familien, die Einöden Arnmühle mit einer Familie, Iltismühle mit 3 Familien, Neumühle mit 3 Familien und Zieglmühle mit 5 Familien.
Als am 1. Januar 1972 im Rahmen der Gemeindegebietsreform die Gemeinde Waldau in die Gemeinde Vohenstrauß eingegliedert wurde, wurde Neumühle Ortsteil von Vohenstrauß.

### Einwohnerentwicklung in Neumühle ab 1838
| Jahr | Einwohner | Gebäude |
| ---- | --------- | ------- |
| 1838 | 15        | 3       |
| 1871 | 20        | 11      |
| 1885 | 21        | 3       |
| 1900 | 22        | 3       |
| 1913 | 19        | 3       |
| 1925 | 19        | 3       |

| Jahr | Einwohner | Gebäude |
| ---- | --------- | ------- |
| 1950 | 26        | 3       |
| 1961 | 16        | 3       |
| 1970 | 19        | k. A.   |
| 1987 | 14        | 3       |
| 2011 | 10        | k. A.   |